# Wolf D. Prix
Wolf Dieter Prix est un architecte, urbaniste, designer et professeur d'université autrichien. En 1968, il a co-fondé la coopérative d'architectes Coop Himmelb(l)au. Elle a une réputation internationale en tant que représentant important du Déconstructivisme .

## Biographie

### Formation
Wolf Prix a étudié à l'Université technique de Vienne, à l'Architectural Association de Londres et au Southern California Institute of Architecture de Los Angeles.

### Carrière
En 1968, Wolf Prix a fondé le cabinet d'architectes Coop Himmelb(l)au à Vienne avec Helmut Swiczinsky et Michael Holzer. Holzer (1971) et Swiczinsky (2001) ont quitté le bureau et Wolf Prix est le seul partenaire fondateur restant du bureau. Il est maintenant directeur de conception et directeur général. Il a été commissaire du pavillon autrichien en 2006 à la 10e Biennale d'architecture de Venise.

### Enseignement
En 1984  il a enseigné à l'Architectural Association à Londres et en 1990 à l'Université Harvard à Cambridge, Massachusetts comme un professeur invité. De 1985 à 1995, M. Prix a été professeur adjoint à SCI-Arc à Los Angeles Institut d'architecture de Californie du Sud. 1993, il a été nommé professeur titulaire de conception architecturale à l'Université des arts appliqués de Vienne. De 2003 à 2012, il a été membre du conseil d'administration de l'Institut d'architecture, responsable du Studio Prix et vice-recteur de l'université. De cette université Il a reçu la bague d'honneur. Depuis 1998 il est membre du corps professoral de l'Université Columbia à New York. Il a repris la chaire Harvey S. Perloff de l'Université de Californie à Los Angeles (UCLA) en 1999 et un poste de professeur invité en 2001.

## Réalisations et projets (selection)
- Musée des Confluences, Lyon, France (2014)
- Siège de la Banque centrale européenne à Francfort-sur-le-Main
- BMW World (BMW Welt) Munich, Allemagne (2001–2007)
- Great Egyptian Museum, Le Caire, Égypte (2002–2003)
- Le Media Pavilion de la 6e Biennale d'architecture de Venise (1995)
- UFA-Cinema Center à Dresde (1993–98)
- Dalian International Conference Center, Dalian, Chine (2008-2012)

## Des Prix (selection)
- Hessischer Kulturpreis (de) en 2013[6]
- Grand prix d'État autrichien en 1999[7]

## Publications
- Coop Himmelblau. Architektur ist jetzt (L'architecture est maintenant), Hatje Cantz Verlag, Stuttgart, 1992,  (ISBN 3-7757-0183-4)